# Membrana de nanotubos

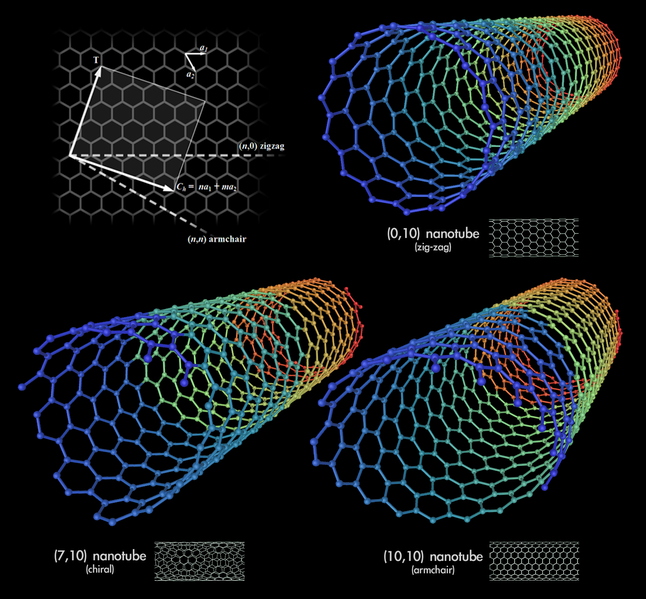
Nanotubos

Las membranas de nanotubos pueden estar formadas por un único nanotubo de carbono abierto (CNT) o por una película compuesta por una matriz de nanotubos orientados perpendicularmente a la superficie de una matriz de película impermeable, como las celdas de un panal. El término "impermeable" es esencial para distinguir las membranas de nanotubos de las membranas porosas tradicionales. Los fluidos y las moléculas de gas pueden atravesar la membrana en masa, pero sólo a través de los nanotubos. Por ejemplo, las moléculas de agua forman enlaces de hidrógeno ordenados que actúan como cadenas cuando atraviesan los CNT. Esto da lugar a una interfaz casi sin fricción o atómicamente suave entre los nanotubos y el agua, que se relaciona con una "longitud de deslizamiento" de la interfaz hidrófoba. Propiedades como la longitud de deslizamiento, que describen el comportamiento no continuo del agua dentro de las paredes de los poros, no se tienen en cuenta en los sistemas hidrodinámicos simples y están ausentes de la ecuación de Hagen-Poiseuille. Las simulaciones de dinámica molecular caracterizan mejor el flujo de moléculas de agua a través de los nanotubos de carbono con una forma variada de la ecuación de Hagen-Poiseuille que tiene en cuenta la longitud de deslizamiento.
En el año 2000 se informó del transporte de partículas de poliestireno (de 60 y 100 nm de diámetro) a través de membranas de un solo tubo (150 nm). Poco después se fabricaron y estudiaron membranas de conjunto formadas por nanotubos de carbono de pared múltiple y doble. Se demostró que el agua puede atravesar los núcleos de nanotubos grafíticos de la membrana a una velocidad hasta cinco magnitudes superior a la que predeciría la dinámica de fluidos clásica, a través de la ecuación de Hagen-Poiseuille, tanto para los tubos multipared (diámetro interior de 7 nm) como para los tubos de doble pared (diámetro interior <2 nm).
En experimentos de Holt et al., se transportó agua pura (~1,0020 cP de viscosidad ) a través de tres muestras de nanotubos de carbono de doble pared en una matriz de nitruro de silicio con distintos flujos y espesores de membrana. Se descubrió que estas membranas tenían un flujo mejorado que era más de tres órdenes de magnitud más rápido que el flujo hidrodinámico sin deslizamiento esperado según lo calculado por la ecuación de Hagen-Poiseuille. Estos resultados para nanotubos con poros de 1-2 nm de diámetro correspondían a unas 10-40 moléculas de agua por nm2 por nanosegundo. En un experimento similar realizado por Mainak Majumder et al., se comprobaron las velocidades de fluido de nanotubos de unos 7 nm de diámetro en poliestireno sólido. Estos resultados mostraron de forma similar que los nanotubos tienen largos planos de deslizamiento y se comprobó que las velocidades de flujo eran de cuatro a cinco órdenes de magnitud más rápidas que las predicciones convencionales de flujo de fluidos.
Además, se demostró que el flujo de agua a través de las membranas de nanotubos de carbono (sin matriz de relleno, por lo que fluye por la superficie exterior de los CNT) puede controlarse mediante la aplicación de corriente eléctrica. Entre los muchos usos potenciales que podrían tener algún día las membranas de nanotubos está la desalinización del agua.
Mitra et al. (8-14) fueron pioneros en una novedosa arquitectura de producción de membranas basadas en CNT. Este método crea una membrana superior mediante la inmovilización de nanotubos de carbono en los poros y en la superficie de la membrana. En su trabajo, los CNT se inmovilizan en membranas poliméricas o cerámicas, lo que conduce al desarrollo de una estructura de membrana única denominada membrana inmovilizada de nanotubos de carbono (CNIM). Esto se consiguió inmovilizando CNT de forma dispersa. Este tipo de membranas son robustas, termoestables y muy selectivas. En este caso, el objetivo es inmovilizar los CNT de forma que sus superficies queden libres para interactuar directamente con el soluto. La membrana producida por este método ha mostrado mejoras espectaculares en el flujo y la selectividad en diversas aplicaciones, como la desalinización del agua de mar (8,9), la extracción por membrana (10), la purificación del agua mediante la eliminación de sustancias orgánicas volátiles del agua (11) y la extracción por membrana a microescala para el análisis de contaminantes del agua (12-14).
En 2016, se introdujeron por primera vez membranas CNT a escala comercial de gran formato. Inicialmente, estas membranas se producían en un formato de lámina plana similar a las que se fabricaban anteriormente en los laboratorios de investigación, aunque a una escala mucho mayor. En 2017, la compañía anunció el desarrollo de una membrana CNT de membrana de fibra hueca, con nanotubos orientados radialmente perpendiculares a la superficie de la membrana, algo que nunca antes se había logrado.
En todos los casos, los CNT sirven como poros únicos que mejoran el transporte de masa a través de la membrana, seleccionando en función del tamaño o de la afinidad química. Por ejemplo, en el caso de la desalinización, los CNT mejoran el transporte de agua al tiempo que bloquean o reducen la transmisión de sales, en función del tamaño de los iones de sal hidratados. En el caso de la eliminación de orgánicos, como en la purificación, pervaporación y extracción de agua, las membranas de CNT permean preferentemente los orgánicos, lo que permite separaciones que antes sólo eran posibles con métodos como la destilación. Un ejemplo de separación orgánica/agua es la separación de etanol del agua, una aplicación en la que las membranas de CNT muestran una selectividad casi ideal para el transporte de etanol.

## Medición de nanoporos en una membrana grabada
Desde que a finales de los años sesenta se descubriera la tecnología de grabado por trazado, las membranas filtrantes con el diámetro necesario han encontrado un uso potencial en diversos campos, como la seguridad alimentaria, la contaminación ambiental, la biología, la medicina, las pilas de combustible y la química. Estas membranas grabadas se fabrican normalmente en polímero mediante el procedimiento de grabado, durante el cual la membrana de polímero se irradia primero con un haz de iones pesados para formar pistas y luego se crean poros cilíndricos o poros asimétricos a lo largo de la pista después del grabado húmedo.
Tan importante como la fabricación de las membranas filtrantes es la caracterización y medición de los poros de la membrana. Hasta ahora, se han desarrollado unos cuantos métodos, que pueden clasificarse en las siguientes categorías según los mecanismos físicos que explotan: métodos de obtención de imágenes, como la microscopía electrónica de barrido (SEM), la microscopía electrónica de transmisión (TEM) y la microscopía de fuerza atómica (AFM); transportes de fluidos, como el punto de burbuja y el transporte de gases; adsorciones de fluidos, como la adsorción/desorción de nitrógeno (BEH), la porosimetría de mercurio, el equilibrio líquido-vapor (BJH), el equilibrio gas-líquido (permoporometría) y el equilibrio líquido-sólido (termoporometría); conductancia electrónica; espectroscopia ultrasónica; transporte molecular.
Más recientemente, se ha propuesto el uso de la técnica de transmisión de luz como método para medir el tamaño de los nanoporos.